# Deon Hemmings
Deon Marie Hemmings-McCatty (Saint Ann (Jamaica), 9 oktober 1969) is een voormalige hordeloopster uit Jamaica, die uitkwam op de 400 m horden. Ze maakte ook deel uit van het Jamaicaanse team op de 4 x 400 m estafette. In 1996 werd ze de eerste Jamaicaanse vrouw die een olympische gouden medaille won, toen ze zegevierde in de finale van de 400 m horden op de Olympische Spelen in Atlanta.

## Sportcarrière
Deon Hemmings kreeg na haar highschool een studiebeurs aan de Amerikaanse Ohio Central State University. Haar eerste internationale optredens waren in 1991 (zilver op de Pan-Amerikaanse Spelen en goud op de Centraal-Amerikaanse en Caraïbische Spelen). Op de wereldkampioenschappen van 1991 in Tokio werd ze uitgeschakeld in de halve finale. Het jaar daarop bereikte ze de finale van de Olympische Spelen van Barcelona, waarin ze zevende werd.
Op de wereldkampioenschappen in 1995 won Hemmings het brons. Het volgende jaar versloeg ze de Amerikaanse loopsters, waaronder wereldrecordhoudster Kim Batten, op eigen bodem tijdens de Olympische Spelen van Atlanta. Ze verbeterde het olympisch record tot 52,82 s, tevens een Jamaicaans record dat twaalf jaar zou standhouden.
Op de Olympische Spelen van 2000 in Sydney won ze twee zilveren medailles, op de 400 m horden en als lid van het Jamaicaanse team op de 4 x 400 m estafette. Dat werd geklopt door het team uit de Verenigde Staten, dat later echter werd gediskwalificeerd. Het IOC had nog geen uitspraak gedaan over een eventuele herverdeling van de medailles voor dit onderdeel, toen bekend werd dat alleen Marion Jones haar diskwalificatie behield en haar teamgenoten de medailles weer terugkregen.
Ze won ook nog medailles op de wereldkampioenschappen van 1997 (zilver) en 1999 (brons).
Deon Hemmings was tienmaal na elkaar Jamaicaans kampioene, van 1991 tot 2000. Het vakblad Track & Field News plaatste haar op de eerste plaats van de wereldranglijst in 1996, 1997 en 1999.

## Privé
Deon Hemmings stopte na het seizoen 2003 met de competitiesport. In juni 2004 trouwde ze met Michael McCatty, een makelaar in onroerende goederen. Het jaar daarop kregen ze een zoon, Mikhail. Deon is directeur in Demim Real Estate, dat geleid wordt door haar man.

## Persoonlijke records
Outdoor
| Onderdeel    | Prestatie       | Datum        | Plaats         |
| ------------ | --------------- | ------------ | -------------- |
| 100 m        | 11,58 s         | 31 mei 1997  | Hengelo        |
| 200 m        | 22,64 s         | 2 mei 1998   | Austin (Texas) |
| 300 m        | 37,71 s         | 24 juli 1993 |                |
| 400 m        | 50,63 s         | 24 juni 1995 | Kingston       |
| 400 m horden | 52,82 s (ex-OR) | 31 juli 1996 | Atlanta        |

Indoor
| Onderdeel | Prestatie | Datum           | Plaats    |
| --------- | --------- | --------------- | --------- |
| 200 m     | 23,66 s   | 9 februari 2000 | Piraeus   |
| 400 m     | 52,01 s   | 12 maart 1995   | Barcelona |

## Palmares

### 400 m horden
Kampioenschappen
- 1991:  Pan-Amerikaanse Spelen - 57,54 s
- 1992: 7e OS - 55,58 s
- 1993: 6e WK - 54,99 s
- 1994:  Gemenebestspelen - 55,11 s
- 1995:  WK - 53,58 s
- 1996:  OS - 52,82 s
- 1997:  WK - 53,09 s
- 1999:  WK - 53,16 s
- 1999:  IAAF Grand Prix finale, München - 53,41 s
- 2000:  OS - 53,45 s
- 2001: 7e WK Edmonton - 55,83 s

Golden League-podiumplaatsen
- 1998:  Weltklasse Zürich - 53,43 s
- 1999:  Bislett Games - 53,48 s
- 1999:  Herculis - 53,74 s
- 1999:  Weltklasse Zürich - 53,30 s
- 1999:  Memorial Van Damme - 53,91 s
- 1999:  ISTAF - 53,90 s
- 2000:  Meeting Gaz de France - 54,56 s
- 2002:  Meeting Gaz de France - 54,64 s

### 4 x 400 m estafette
- 1993:  WK Indoor (met Beverly Grant, Cathy Rattray-Williams en Sandie Richards)
- 1996: 4e OS (met Merlene Frazer, Sandie Richards en Juliet Campbell)
- 2000:  OS (met Sandie Richards, Catherine Scott en Lorraine Graham)

1984: Nawal El Moutawakel ·
1988: Debbie Flintoff-King ·
1992: Sally Gunnell ·
1996: Deon Hemmings ·
2000: Irina Privalova ·
2004: Fani Chalkia ·
2008: Melaine Walker ·
2012: Lashinda Demus ·
2016: Dalilah Muhammad ·
2020: Sydney McLaughlin ·
2024: Sydney McLaughlin-Levrone